# 稽古場
『稽古場』は、2021年に劇場公開された日本映画。3人の映画監督によるオムニバス映画。

## 概要
プロジェクト開始のきっかけは、コロナウィルスの影響で緊急事態宣言が発令され、エンタメ業界が打撃を受け大変な状況となった中、中村義洋監督、足立紳監督、窪田将治監督が相談をし、プロジェクトが始動。演技ワークショップを開催し、16人の俳優部とともに短編映画を制作することになった。
俳優部の受講料は、文化庁の助成（文化芸術活動継続支援金）の経費となり、劇場で公開した際の収益（興行収入）は「コロナ禍の影響を受けた俳優部が少しでも収入を得られれば」という思いで参加俳優に均等分配することになっている。各監督は、予算・時間・設定（稽古場）など、すべてにおいて同条件のもと、演出＆制作を行っている。また劇場公開に向けキャンプファイヤーにてクラウドファンディングを始動させた。

## クラウドファンディング
クラウドファンディングのリターンには、お礼メッセージやお礼動画の他、オンライン試写会、監督とのリモート飲み会、演技ワークショップ見学などが準備されている。

## 監督
- 中村義洋「リアクション・マスター」
- 足立紳「しちゃったね」
- 窪田将治「パッション・ゲーム」

## キャスト
「リアクション・マスター」
- 松木大輔
- 中垣内彩加
- 望月めいり
- 廣田琴美
- 金城大和

「しちゃったね」
- 仁科かりん
- 横江泰宣
- 中野歩
- 宮地真緒
- 西村佳祐
- 田中偉登

「パッション・ゲーム」
- 遠山泰市
- 財田ありさ
- 穴田結海
- 白戸達也
- 安倍乙